# Leptastrea bottae
Leptastrea bottae là một loài san hô trong họ Faviidae. Loài này được Milne Edwards and Haime mô tả khoa học năm 1849.